# براندان غال
براندان غال هو كاتب سيناريو وممثل كندي، ولد في 2 سبتمبر 1978 في هاليفاكس في كندا.

## وصلات خارجية
- براندان غال على موقع IMDb (الإنجليزية)
- براندان غال على موقع ألو سيني (الفرنسية)
- براندان غال على موقع أول موفي (الإنجليزية)
- براندان غال على موقع قاعدة بيانات الفيلم (الإنجليزية)
- براندان غال على موقع كينوبويسك (الروسية)